# Якщо тобі буде сумно
«Якщо тобі буде сумно» (рос. Если тебе будет грустно) — пісня російського музичного дуету Rauf & Faik і російського співака Niletto, випущена 3 вересня 2020 як сингл на лейблі Zion Music.

## Історія
6 серпня 2020 року Rauf & Faik та Niletto опублікували відео з уривком із ще невідомого треку на YouTube. У тому ж місяці під час прямого ефіру музиканти запропонували глядачам вибрати «підходящу» назву для пісні — «Не забувай мене» або «Якщо тобі буде сумно». Далі вони виконали композицію повністю.
11 вересня 2020 Niletto і Rauf & Faik виконали пісню на розважальному шоу «Вечірній Ургант». 19 листопада того ж року композиція стала предметом дискусії на музичному шоу Музикаліті.

## Відеокліп
3 вересня 2020, у день виходу синглу, було випущено муд-відео. Воно було знято в одному зі столичних скейтпарків Іжевська. 2 грудня того ж року відбувся реліз повноцінного відеокліпу на офіційному YouTube каналі Niletto. Сюжет кліпу оповідає про зустріч музикантів на квартирі, де вони проводять фотосесію зі зброєю. Як підсумок, все це було влаштовано для того, щоб «зробити приємно мамі».

## Відгуки
Артем Кучников, журналіст видання ТНТ Music, назвав біт «ностальгічним» і зазначив, що в «Якщо тобі буде сумно» артисти «допомагають слухачам впоратися з любовними переживаннями». Руслан Тихонов, оглядач того ж порталу, порівняв у своєму списку «треків тижня» «Якщо тобі буде сумно» з піснею російських реп-виконавців Елджея та Моргенштерна Lollipop і заявив, що, на відміну від спільної композиції реп-виконавців «тандем Niletto та Rauf & Faik» не взяв за основу хіт минулого, а використав «власну варіацію ретропідходу». Руслан також зауважив, що під цей «колаб» «можна і посумувати, і пострибати, і знайти друге дихання».

## Номінації
| Нагорода           | Рік  | Категорія           |        |
| ------------------ | ---- | ------------------- | ------ |
| Нове Радіо Awards  | 2021 | «Краща колаборація» | [ 9 ]  |
| Спека Music Awards | 2021 | «Інтернет-хіт»      | [ 10 ] |

## Чарти
| Чарт (2020)                   | Вища позиція |
| ----------------------------- | ------------ |
| Україна (Tophit YouTube Hits) | 13           |
| Світ (TikTok)                 | 6            |